# ジョージ・パットン・シニア
ジョージ・スミス・パットン・シニア（George Smith Patton, Sr., 1833年6月26日 - 1864年9月25日）は、アメリカ合衆国およびアメリカ連合国の軍人。南北戦争中にはアメリカ連合国陸軍の将校として戦った。最終階級は大佐。第二次世界大戦の英雄としてその名を知られるジョージ・スミス・パットン・ジュニア将軍の祖父。

## 経歴
1833年、地元政治家ジョン・M・パットンの息子としてバージニア州フレデリックスバーグにて生を受け、少年期はリッチモンドで過ごした。1852年にはバージニア州立軍事学校を12位の席次で卒業。その後はチャールストンにて法務に関する教育を受ける。1855年、スーザン・ソーントン・グラッセルと結婚。

## 南北戦争
南北戦争勃発時、パットンは連合国陸軍（南軍）に参加していた第22バージニア歩兵連隊に所属する大尉の1人だった。1861年7月17日のスカリー・クリークの戦いでは肩を負傷している。1864年9月25日、オペクォンの戦いまたは第三次ウィンチェスターの戦いとして知られる戦闘の最中、ジョージ・スミス・パットンは戦死した。遺体はウィンチェスターのストーンウォール墓地に埋葬された。この直前、連合国議会ではパットン大佐を准将に昇進させる事を決定していたが、彼の戦死により正式な昇進は行われなかった。
彼の兄弟の多くも連合国の為に戦った。例えばジョージ・パットン大佐の弟にあたるワラー・パットン中佐もバージニア州立軍事学校の卒業生で、1863年にゲティスバーグで戦死している。

## その後
ジョージ・パットンには4人の息子がいた。そのうちの1人ジョージ・ウィリアム・パットンは1877年にバージニア州立軍事学校を卒業したものの、軍人の道は選ばずに実業家や政治家として活動した。しかし、彼の息子ジョージ・スミス・パットン・ジュニアは陸軍将校となり、後に第二次世界大戦の英雄としてその名を知られていくこととなる。